# Población (comuna)
Población fue una de las comunas que integró el antiguo departamento de San Fernando.
El territorio de la comuna fue organizado por decreto del presidente Arturo Alessandri Palma el 23 de mayo de 1921, que además creó la subdelegación homónima.

## Historia
La comuna fue creada por decreto supremo del 23 de mayo de 1921, con parte de los territorios de las subdelegaciones de Calleuque y Peña Blanca. El documento asimismo determinó la creación de la subdelegación de Población.
El Decreto con Fuerza de Ley N.º 8.583 del 30 de diciembre de 1927 redistribuye el territorio del departamento de San Fernando y Santa Cruz. El territorio de esta comuna pasa al departamento de Santa Cruz y su territorio es fusionado con la comuna-subdelegación de Peralillo. La supresión se hizo efectiva a contar del 1 de febrero de 1928.